# Luis Comenge y Ferrer
Luis Comenge y Ferrer (Madrid, 1854-Barcelona, 1916) fue un médico e historiador de la medicina español.

## Biografía
Nacido en Madrid el 17 de febrero de 1854, estudió medicina en Valencia, donde se licenció en 1876, y obtuvo el doctorado en la Universidad Central, en 1878. Trabajó como director médico de la Fábrica de Tabacos de Madrid, para más adelante encomendársele la dirección de El Barcelonés (1887). Un reputado historiador de la medicina, fue miembro de la Real Academia de Medicina de Barcelona (actualmente, Real Academia de Medicina de Cataluña) y colaborador científico de numerosas publicaciones periódicas de Valencia, Barcelona y Madrid, entre ellas la Gaceta Médica Catalana y El Siglo Médico, así como redactor, junto al doctor Ovilo y Canales, del periódico El Doctor Sangredo (1883) —donde firmaba «Doña Lucinda Protoplasma»—, y miembro del consejo de redacción de Janus. Falleció el 12 de enero de 1916 en Barcelona.